# Labrosse et Calibre
Labrosse et Calibre ("Pits en Kaliber" en flamand) est une série de bande dessinée créé par Bob Mau qui paraît, entre autres, dans les magazines Ohee et Samedi-Jeunesse.

## Épisodes
| Description de l'épisode | Description de l'épisode | Description de l'épisode | Description de l'épisode | Description de l'épisode | Description de l'épisode | Prépublication  | Prépublication | Prépublication         | Prépublication         |
| N°                       | Titre                    | Nombre de pages          | Scénario                 | Dessin                   | Résumé                   | Périodique      | Pays           | De                     | À                      |
| ------------------------ | ------------------------ | ------------------------ | ------------------------ | ------------------------ | ------------------------ | --------------- | -------------- | ---------------------- | ---------------------- |
| 1                        | Le tube à rayons Hic     | 30                       | Bob Mau                  | Bob Mau                  |                          | Samedi-Jeunesse | Belgique       | juin 1962 (no 56)      | juin 1962 (no 56)      |
| 2                        | Les cleptomanes ailés    | 30                       | Bob Mau                  | Bob Mau                  |                          | Samedi-Jeunesse | Belgique       | août 1962 (no 58)      | août 1962 (no 58)      |
| 3                        | Les Lunettes maléfiques  | 30                       | Bob Mau                  | Bob Mau                  |                          | Samedi-Jeunesse | Belgique       | septembre 1962 (no 59) | septembre 1962 (no 59) |
| 4                        | Le tigre noir            | 20                       | Bob Mau                  | Bob Mau                  |                          | Samedi-Jeunesse | Belgique       | novembre 1962 (no 61)  | novembre 1962 (no 61)  |
| 5                        | Le fantôme de Mont'Ladsu | 20                       | Bob Mau                  | Bob Mau                  |                          | Samedi-Jeunesse | Belgique       | janvier 1963 (no 63)   | janvier 1963 (no 63)   |
| 6                        | L'affaire des poupées    | 20                       | Bob Mau                  | Bob Mau                  |                          | Samedi-Jeunesse | Belgique       | octobre 1963 (no 72)   | octobre 1963 (no 72)   |